# Lorški letopisi
Lorški letopisi (latinsko Annales laureshamenses, nemško Lorscher Annalen) so sklop Reichsannalen, letopisov Frankovskega cesarstva, ki vsebujejo kratek predgovor in zapise za leta 703 do 803. Začnejo se tam, kjer se konča  Chronica minora (Mala kronika) anglosaškega zgodovinarja Bede Častitljivega, se pravi v petem letu vladanja cesarja Tiberija III. Lorški letopisi so bili morda prvotno sestavljeni kot nadaljevanje Male kronike. Letopisi do leta 785 so bili napisani v opatiji Lorsch, po kateri so dobili ime, in so se naslanjali na starejše vire. Zapisi od leta 785 naprej tvorijo neodvisen vir in so posebej pomembni ker pokrivajo obdobje kronanje cesarja Karla Velikega leta 800. 

## Zgodovina rokopisa
Osem listov dolg prepis Lorških letopisov za leta 703–803 je verjetno leta 835 napisal en sam prepisovalec. Sankt-Paulski kodeks, kot se zdaj imenuje in je edina ohranjena kopija sicer izgubljenega rokopisa, je bil še leta 1790 v knjižnici sankt-blasienskega samostana, ko ga je uredil bamberški škof Aemilianus Ussermann v svoji zbirki dokumentov, ki prikazujejo "alemansko" (nemško) zgodovino z naslovom Germaniae Osem sacrae prodomus seu collectio monumentorum res Alemannicas illustrantium (Sveto srce Nemčije ali zbirka zapisov, ki ponazarjajo alemanske zadeve). Leta 1809 so se zaradi napoleonskih vojn menihi iz Sankt-Blasiena s svojo knjižnico vred preselili v opatijo Sankt-Paul im Lavanttal. Leta 1820 je G.H. Pertz iskal rokopis za Monumenta Germaniae Historica (Zgodovinski spomeniki Nemčije), vendar ga ni bilo mogoče najti, zato je njegovo delo temeljilo na Ussermannovi tiskani izdaji iz leta 1790. Rokopis je bil obnovljen do leta 1889, ko je Eberhard Katz objavil novo različico.  Katz je opisal Kodeks, danes spet izgubljen, ga datiral v 9. stoletje in zaradi obrobne opazke o pokopu svaka Karla Velikega Gerolda iz Vinzgouwa v opatiji Reichenau domneval, da izvira iz te opatije.
Fragment rokopisa, odkrit na Dunaju (No. 515 v Österreichische Nationalbibliothek), vsebuje tudi del Lorških letopisov od sredine leta 794 do leta 803. Prepisan je bil okoli leta 803. Zdi se, da tudi ta rokopis izvira iz Reichenaua, ker je napisan v alemanski pisavi. Fragment je leta  1551 na Dunaju odkril Wolfgang Lazius. Katz je trdil, da tako dunajski fragment kot Sankt-Paulski  kodeks izhajata iz starejšega vira. Četudi je Sankt-Paulski kodeks  poznejši, ni kopija dunajskega, saj vsebuje napake, ki izvirajo iz kakšnega drugega prepisa. Še vedno poteka razprava o tem, ali je dunajski fragment prepis izvirnega besedila, ker oba izvirata verjetno  iz Alemanije. V dunajskem fragmentu so bile prepoznane štiri različne pisarske roke, ki ustrezajo različnim vnosom:
- A: (fol. 1r, fol. 1v l. 18 to 2v l. 13): 794 (fragment), druga polovica leta 795 in leti 796 in 797
- B: (fol. 1v ll. 1–18, fol. 2v l. 14 to 3r l. 1): prva polovica leta 795
- C: (fol. 3r l. 2 to 4r l. 17): all of 799–801
- D: (fol. 4r l. 18 to 5r l. 10): all of 802–3

Letopisi po letu 785 v Sankt-Paulskem in Dunajskem rokopisu ne kažejo kakšnih posebnih povezav z Lorškimi letopisi. Oba sta bila verjetno napisana nekje drugje. 

## Vsebina
Najpopolnejša različica Lorških letopisov je  v Zgodovina sveta iz knjižnice v Sankt-Paulu. Začne se s predgovorom, ki opisuje shemo datiranja, povzeto iz Orozijevih Sedmih knjig zgodovine proti poganom in šteje 5199 let od stvarjenja sveta do Jezusovega rojstva. Za datiranje dogodkov uporablja sistem anno Domini. Prvih petinšestdeset let (703–767) je opisanih v nevezani pripovedi, ki ni razdeljena na posamezna leta. Začenši z letom 768 je besedilo razdeljeno na poglavja (od 1 do 36) in vsakim vnosom v novi vrstici. Rokopis vsebuje tudi koledar od leta 777 do 835 (foliji 5r–7r) za datiranje Velike noči z uporabo nenavadnih 19-letnih ciklov Teofila Aleksandrijskega. Ta koledar nakazuje, da je rokopis morda nastal pred letom 835.
Lorški letopisi so edini primarni vir, ki nasprotuje Einhardovi izjavi, da Karel Veliki ni vedel za namero papeža Leona III., da ga bo 25. decembra 800 okronal za cesarja. Letopisi  namreč navajajo, da so o nameri razpravljali na zboru v Rimu po prihodu Karla Velikega 24. novembra. Zbor se je začel verjetno 30. novembra ali 1. decembra 800. Vnos v letopis je bil  sestavljen šele po vrnitvi Karla Velikega v Francijo leta 801, saj vnos za leto 799 poroča, da so bili zarotniki, ki so strmoglavili Leona III. aprila istega leta, takrat v izgnanstvu. Zarotniki so bili končno izgnani šele v začetku leta 801. Ta vnos je povzročil prav toliko polemik kot Einhardova izjava o nevednosti Karla Velikega. Medtem ko je Ganshof trdil, da so Lorški letopisi bolj verodostojni kot Einhard, so drugi trdili, da politika Karla Velikega do Bizantinskega cesarstva tako pred letom 800 kot po njem kaže le malo podpore papeževi pobudi. Einhard nakazuje, da je Karel Veliki nasprotoval rimskemu cesarskemu naslovu, ne pa nujno enakosti z bizantinskimi cesarji. Lorški letopisi ravno s tem utemeljujejo Karlov pristanek za imenovanje za cesarja.
V Lorških letopisih se leto 802 konča s prihodom slona Abul-Abbasa na dvor Karla Velikega. Leto 803 je opisano na kratko: "Karel Veliki je praznoval veliko noč v Aachnu, imel zborovanje v Mainzu in vse leto ni šel na pohod." Letopisi s tem končajo.